# Bandeira de São Gonçalo do Sapucaí
A bandeira da cidade de São Gonçalo do Sapucaí, juntamente ao brasão e o hino, é um símbolo oficial do município.

## Descrição
Em formato retangular, a bandeira do município é constituída por campo branco onde se estendem duas palas em vermelho levadas aos extremos, tendo ao centro um triângulo verde que é amparado por uma corrente quebrada, em cor vermelha. As palas correspondem cada uma a 1/3 do conjunto.

## Simbologia
Tal como a bandeira do Estado de Minas Gerais, traz ao centro um triângulo, inspirado na bandeira da Inconfidência Mineira. Remete ao passado histórico da cidade, ligado à Conjuração Mineira através de Alvarenga Peixoto e Bárbara Heliodora, que residiram no então arraial. O triângulo evoca o lema "Liberdade, Igualdade e Fraternidade", difundido na Revolução Francesa e também utilizado pelos inconfidentes na criação da bandeira do movimento. O verde é a cor original deste triângulo, cor esta que aqui representa a riqueza do café, o "ouro verde" que foi o substituto econômico no desenvolvimento da cidade, quando a escassez do ouro.
Uma corrente quebrada rodeia este triângulo, também remetendo à Inconfidência Mineira, se estendendo ao significado da criação da Província das Minas Gerais, quando desmembrada da de São Paulo, dado que a fundação do arraial primitivo se deu no ato da tomada de tropas mineiras que libertaram a cidade de mãos paulistas.
O branco da bandeira representa a paz e o vermelho, além do fruto do café, simboliza a intrepidez e o sangue derramado pelos mártires inconfidentes.